# 둠 (2016년 비디오 게임)
《둠》(Doom)은 이드 소프트웨어 개발에 베데스다 소프트웍스 배급의 1인칭 슈팅 게임이다. 둠 프랜차이즈의 리부트작으로써, 메인 시리즈의 네 번째 타이틀이자 2004년 《둠 3》 이후 첫 메이저 작품이 된다. 2016년 5월 13일 마이크로소프트 윈도우, 플레이스테이션 4, 엑스박스 원으로 전세계 출시되었고, 이드 테크 6으로 운용된다. 2017년 4분기 닌텐도 스위치로 발매될 예정이다.
사용자는 미래를 무대로 식민지화된 화성에서 항공우주산업연합(Union Aerospace Corporation, UAC)이 촉발한, 지옥으로부터 소환된 악마적 군세와 싸우는 둠 슬레이어를 플레이한다. 게임플레이의 경우 빠른 속도로 더 자유로운 레벨을 탐색할 수 있도록 하는데, 《둠 3》의 느린 생존 호러 방식과 달리 처음의 두 게임의 방식과 유사하다. 환경 탐험, 캐릭터 업그레이드, 이른바 "글로리 킬"로 불리는 처형을 실행하는 능력이 도입되었다. 또한 서테인 아피니티와 에스컬레이션 스튜디오가 각각 참여한 온라인 멀티플레이어 및 "스냅맵"이라는 레벨 편집 기능을 제공한다.
《둠》은 2008년 《둠 4》로써 첫 공개되었으나, 광범위한 개발 사이클로 제각기 다른 제작과 설계가 진행됨에 따라 2011년 재개발에 돌입했다. 2014년 이것이 단순한 《둠》으로 모습을 비추었다. 베데스다의 게임 《울펜슈타인: 더 뉴 오더》의 사전 예약자 및 대중 공개 테스트를 거쳤다. 음악은 믹 고든이 작곡, 추가 음악에 벤 F. 카니, 크리스 하이트, 채드 모스홀더가 참여했다.
《둠》에 대한 평론가 및 플레이어의 평가는 호의적이다. 싱글 플레이어 캠페인, 그래픽, 게임플레이에 극찬을 보내왔고, 일부 평론가는 클래식 《둠》 게임들과 1990년대 1인칭 슈팅 게임의 정수를 포착하였다고 평가했다. 이와 대조되는 멀티플레이어 모드는 특히 비판을 받았다. 북미 및 영국에서 출시 몇 주만에 두 번째로 가장 많이 팔린 비디오 게임으로 등극, 같은 시기 500,000장 물량이 팔려나갔다.

## 게임 방식

### 싱글플레이어
이드 소프트웨어 책임 프로듀서 마티 스트래톤은 《둠》의 싱글플레이어 모드의 핵심 원칙을 "어마무시한 괴물, 존나 큰 총, 아주 빠른 이동"으로 간추렸다. 게임은 플레이어로 하여금 화성 연구시설 유니온 에어로스페이스의 산업 및 기업 시설 전반, 이후 지옥에서 이중 점프, 사다리 오르기를 수행하도록 유도한다. 전투 방식의 경우 탄력과 속도에 주안점을 두었다. 이러한 "밀어붙이는 전투" 방식은 둠 슬레이어의 관점으로 플레이시 사용자가 엄폐물 뒤에 숨거나 체력을 회복하기 힘들게 한다. 그럼으로써 플레이어는 적을 죽이는 것으로 체력 및 보호구를 습득하게 된다. 새롭게 도입된 난전 처형 시스템 "글로리 킬"은, 적에게 충분한 피해가 가해졌을시 게임상에 특정 표시가 되며 플레이로 하여금 빠르고 잔인한 난전 처형을 가능하게 하며 또 플레이어에게 추가적 체력을 제공한다.
게임에 도입된 상당한 무기는 플레이어가 게임 전반에서 발견 및 소지할 수 있고 자유롭게 전환 가능하며 재장전이 필요없다. 시리즈 전반에서 계속해 등장한 무기들 역시 도입되었고, 그중에 슈퍼 샷건과 BFG 9000가 있다. BFG는 탄약 용량은 몹시 적으나 아주 강력한 힘을 자랑하는 무기다. 그와 비슷하게 전기톱은 특수 사용 무기로써 재도입되었다. 연료를 소모해 운용되지만 즉시 적을 가로질러 베어버릴 수 있고 평상시 드롭되는 탄약의 양보다 더욱 많은 양을 제공한다.
다수의 적들은 오리지널 게임들에서 출연한 적들로, 레버넌트, 핑키, 맨큐버스, 사이버데몬이 예시다. 그중 다수가 재디자인되었다. 《둠》의 캠페인은 대략 13시간 분량이며, "울트라 나이트메어" 어려움 난이도에는 영구적 죽음이 도입되어, 플레이어 사망시 세이브된 게임을 잃게 된다. 캠페인은 총 13종의 맵을 지원한다.
많은 레벨에서 다양한 경로 및 열린 구역이 존재하며, 플레이어로 하여금 탐색을 실시하여 레벨 전체의 각종 수집품 및 비밀을 발견하게 한다. 많은 수집품들은 《둠》의 진보된 시스템의 일환으로써 활용되었다. 이러한 시스템은 무기 모드, 룬 파워, 프레이터 수트의 업그레이드를 포함하고 있다. 무기 점수는 필드 드론을 통해 수집되며, 플레어어로 하여금 다수의 무기의 대체 발사 모드를 해제하도록 한다. 그 예시로 폭발탄이나 화력의 속도 및 출력의 변형이 있다. 각 무기의 발사 모드는 무기 토큰을 사용한 후행 업그레이드가 가능한데, 특정 발사 모드와 연관있는 도전을 완수하는 것이 최대치 달성에 있어 필수적이다. 룬은 플레이어를 분리된 지역으로 이동시켜 전투 도전을 실시하게 하며, 이를 완수할시 여러 다른 능력을 제공한다. 쓰러진 적에서의 더 나은 장비의 드롭이 그 예시다. 플레이어는 사망한 병사에게서 특별 토큰을 회수하여 "프레데터 수트"를 업그레이드할 수 있으며, 이는 체력, 보호구, 탄약의 양을 증대한다. 그외 수집품으로는 작은 둠가이 피규어 및 등장인물과 줄거리의 확장판을 보여주는 정보 문서 등이다.
추가로, 게임의 각 레벨에는 숨겨진 레벨이 포함되어 있으며, 오리지널 《둠》과 《둠 II》에서 추출한 클래식 레벨 지역을 여는 것이 가능하다. 이러한 지역을 발견해 해제할시, 이들은 게임의 메인 매뉴 내에 있는 "클래식 맵" 섹션에서 접근할 수 있다.

### 멀티플레이어
둠 내에는 멀티플레이어 모드가 존재하며, 여러 모드들의 예로 팀 데스매치, 그 변형인 "솔 하비스트", 프리즈 태그, 워 패스(움직이는 언덕이 도입된 언덕의 왕), 도미네이션, "클랜 아레나"(회복이 없는 팀전 라스트 맨 스탠딩)가 있다. 플레어어는 멀티플레이어 매치에서 파워업 및 텔레포터의 사용이 가능하다. 이들은 도입된 기능 중 하나인 데몬 룬을 주울 수 있는데, 이는 플레이어를 악마로 변형하여 싸우게 한다. 게임 초기에는 네 종류의 악마(레버넌트, 바론 오브 헬, 맨큐버스, 프라울러)로 변신이 가능했으며, 저마다 다른 능력을 소유했다. 출시 당시 게임에서는 총 9종의 맵을 지원했었다.
매 매치마다 플레이어는 경험치를 얻을 것이며, 충분한 경험치가 모아졌을시 플레이어는 레벨업이 가능해져, 새로운 보호구, 스킨, 무기, 파워업을 해제 및 사용할 수 있다. 플레이어의 캐릭터 및 무기는 새로운 스킨과 색상을 적용함으로써 광범위한 맞춤 선택이 가능하다. 추가로 플레이어는 게임 플레이 도중 핵 모듈의 습득이 가능한데, 이것은 습득 이후 한 번의 사용만 가능한 특수 능력이다. 이 모듈에는 9종류가 있다. 스카우터는 플레이어에게 모든 적의 위치를 리스폰 이후의 한정된 시간에 알려준다. 비탈 사인은 모든 적의 체력을 표시한다. 리트리뷰션은 플레이어의 처형자의 체력 및 장소를 표시함으로써 추적한다. 파워 시커는 플레이가 게임 내의 강력한 무기의 습득을 지원하는 역할을 한다. 한편 리서플라이 타이머는 파워업 아이템의 리스폰 주기를 보여준다. 플레이어는 게임에서 조롱을 수행하는 것이 가능하다.
2017년 7월 19일 공개된 업데이트 6.66은 《둠》의 멀티플레이어를 위한 것으로서, 진행중인 시스템의 개선, 주 게임에 세 종의 DLC 지원, 새로운 '룬' 시스템(핵 모듈 시스템의 대체), 강화된 살해 알림을 제공한다. 업데이트 6.66은 모든 플레이어에게 자기 레벨의 초기화를 요구했고 모든 해제된 아이템의 유지 혹은 초기화의 선택지를 제공했다. 업데이트 6.66 이전부터 플레이한 플레이어는 자기 신분을 입증할 유니크 메달인 '슬레이어' 레벨의 지급이 이루어진다.

### 레벨 창조 도구
《둠》에는 "스냅 맵"이라는 레벨 창조 도구가 내장되어 있으며, 플레이어는 고유의 구조와 게임의 논리를 갖는 맵의 창조 및 편집을 수행할 수 있다. 플레이어는 스냅 맵을 이용해 여러 모드의 제작이 가능하며, 그 범위는 싱글플레이어 레벨에서 협동 혹은 경쟁 멀티플레이어 맵을 망라한다. 플레이어가 레벨을 제작할시 게임은 위에서 아래로 내려다보는 시점으로 전환된다. 플레이어는 레벨의 형태를 구축하기 위해 방 및 복도의 배치가 가능하며 이것들을 접합하는 것 역시 가능하다. 만약 접합되지 않을시 구조물의 색상이 변함으로써 플레이어에게 보고한다. 플레이어는 엑스레이 카메라의 이용이 가능하며 일시적으로 모든 벽을 없앰으로써 플레이어가 물체 내부를 볼 수 있게 한다. 플레이어는 자기 맵에 적을 배치할 수 있으며, 캠페인의 보스는 여기서 제외다. 이들의 인공지능과 상태, 그리고 플레이어의 속도 역시 조정이 가능하다. 플레이어는 추가적 입자 효과, 조명 효과, 체력팩 또는 탄약과 같은 여타 게임플레이 아이템을 추가할 수 있다. 게임상의 자산만 사용할 수 있으며 플레이어는 자기 모델의 제작 혹은 들여오기가 불가능하다. 레벨은 온라인에 배급되기 이전 실험해 보는 것이 가능하다. 이 기능은 닌텐도 스위치 포트에서 지원되지 않는다.
광범위한 제작을 싫어하는 플레이어를 위해 게임은 자동으로 적을 생성하는 AI 컨덕터를 지원한다. 플레이어는 레벨의 창조 또는 다른 유저가 생성한 레벨의 플레이 이후 "스냅 점수"를 지급받을 것이다. 이 점수는 추가 치장용 아이템을 해제하는 데 쓰인다. 플레이어는 자기가 완성한 맵을 다른 플레이어에게 공유할 수 있다. 이들은 다른 플레이어의 작품에 투표를 하거나 심지어는 변형 및 원제작자를 명시하고 공유하는 것도 가능하다.

## 줄거리
항공우주산업연합 소유의 화성 조사시설의 감독 새뮤얼 헤이든은 현재 뇌종양으로 육체를 잃어 정신이 안드로이드 신체에 담긴채로 연명하고 있다. 조사원들은 이곳에서 지구 에너지 위기를 타개하기 위해 지옥으로부터 에너지를 끌어오려고 하는데, 그 수단이 되는 아전트 타워는 지옥으로부터 에너지 추출 및 왕래가 가능하도록 기능하고 있다. 헤이든은 이미 지옥으로 여러 번 탐사를 떠났고 포획된 악마와 유물을 가지고 돌아왔다. 한 유물은 둠 슬레이어(와 그의 프레이터 수트)가 들어있는 석관이었으며, 그 이전 지옥에서 부린 난동으로 악마들에게 구금되어 있었다.
시설은 악마들과 조약을 맺고 지옥과 연결된 포탈을 연 UAC 과학자 올리비아 피어스에 의해 침공을 받고 있었다. 자포자기의 심정으로 새뮤얼은 악마의 침공을 격퇴하고 포탈을 닫기 위해 둠 슬레이어를 석관에서 해방한다. 둠 슬레이어는 프레이터 슈트를 되찾고 시설 곳곳에서 자기대로 싸움에 돌입한다. 그러면서 잠시 지옥 내부로 탐험을 실시한다. 마법의 검 크루시블을 손에 넣은 그는 포탈의 동력원을 이것으로 파괴한다. 마침내 피어스와 대면, 이후 무시무시한 스파이더 마스터마인드로 변신한 피어스를 사살하는 데 성공한다.
둠 슬레이어는 화성에 복귀하지만, 헤이든이 그의 손에서 크루시블을 빼앗고 조사에 사용하려 한다. 이 모든 일이 벌어진 뒤이지만, 지구는 극심한 에너지 위기에 직면해 있었다. 헤이든은 자기가 그를 죽일 수 없다고 하며 다시 만날 것을 암시하고 그를 알려지지 않은 곳으로 순간이동 시킨다.

## 개발

### 《둠 4》
이드 소프트웨어 공동 개발자, 이후 핵심 개발자로 일한 존 카맥은 2007년 8월 3일 퀘이크콘에서 《둠 4》의 개발이 진행 중이라고 언급했다. 이는 2008년 5월 공식 발표되었다. 이드 소프트웨어 CEO 토트 홀렌스헤드는 《둠 II: 헬 온 어스》처럼 지구를 무대로 할 것이라고 설명했다. 카맥은 《둠 3》의 서바이벌 호러 게임플레이과 달리 오리지널 둠 게임들과 유사한 게임플레이를 차용할 것이라고 밝혔다.
2008년 카맥은 《둠 4》가 엑스박스 및 플레이스테이션 3에서 《레이지》의 60프레임 목표와 달리 초당 30프레임으로 구동되지만, 《레이지》보다 "세 배는 더 좋을 것"이라고 자신했다. 윈도우에서는 최신의 하드웨어 기술을 이용해 60프레임의 구동을 보여줄 예정이었다. 카맥은 또한 이드 테크 5 게임 엔진으로 운용될 것이라고 밝혔다. 2009년 카맥은 멀티플레이어 요소가 개별적으로 개발중에 있으며 초당 60프레임으로 구동될 것이라고 말했다. 2011년에는 "현재 기술력으로 2초당 60프레임으로 30명이 바글거리는 것을 구현하기 어렵다. 그것은 몹시 고통스럽기 때문."이라고 발언했다.
2009년 4월 홀렌스헤드는 둠 4가 "깊은 개발중에 있다."고 했다. 《둠 4》가 시퀄, 리부트, 아니면 프리퀄이 되는 것인지를 물었을 때, "《둠 3》의 후속작은 아니에요. 하지만 리부트 역시 아닙니다. 《둠 3》은 리부트에 가까워요. 이것은 그것들과 차별화될 것입니다."라고 대답했다. 2009년 6월 23일 베데스다 소프트웨어의 모회사 데니맥스 미디어가 이드 소프트웨어를 인수, 향후 이드의 게임을 베데스다 소프트웨어에서 배급할 것이며 둠 4도 포함된다고 발표했다. 이드 소프트웨어 제작 감독 팀 윌릿츠는 주요 발표가 더 빨라질 것이며, 이드 소프트웨어가 맺은 제휴로 서로 병행하는 프로젝트를 수행하는 두 팀을 보유하게 되었으며, 이것은 처음 있는 일이라고 발표했다. 카맥은 《레이지》가 완성되면, 개발팀이 《둠 4》에 집중할 것이라고 덧붙였다. 또 레이지와 달리 둠 4는 전용 서버를 갖추게 될지 모른다고 했다.

## 반응

### 평가
발매 후 스팀 유저들과 게임 평론가들에게 전반적으로 매우 긍정적인 평가를 받았다. 게임 리뷰 전문지인 게임크레이트(GameCrate)는 2016년 둠의 리부트가 거의 완벽한(Near-perfect) 귀환이라고 극찬을 아끼지 않았다. 영미권 비디오 게임 웹사이트인 《게임스레이다》에서는 본 게임을 모든 시대 통틀어 최고의 FPS 게임으로 선정하였다.

### 판매
발매 직후 2016년 5월 영국과 미국에서 《언차티드 4: 해적왕과 최후의 보물》 다음으로 가장 많이 팔린 비디오 게임에 랭크되었다. 다음달인 2016년 6월 영국에서 《언차티드 4: 해적왕과 최후의 보물》과 《오버워치》를 제치고 비디오 게임 판매 1위에 올랐다.